# Nikolai Stepanowitsch Andruschtschenko
Nikolai Stepanowitsch Andruschtschenko (* 10. September 1943; † 19. April 2017) war ein russischer Journalist der Zeitung Nowy Peterburg in St. Petersburg, Russland. Er war ein bekannter Kritiker und Teil der Opposition gegen Wladimir Putin in Russland. Andruschtschenko war an einem Dokumentarfilm über Putin beteiligt. Der Film mit dem Titel „Wer ist Herr Putin“ brachte Präsident Putin mit dem organisierten Verbrechen in Verbindung.

## Biographie
1969 absolvierte Andruschtschenko die Fakultät Physik der Staatlichen Universität Leningrad (heute Sankt Petersburg). 1975 erwarb er einen weiteren Abschluss von der Akademie für Außenhandel. Von 1990 bis 1993 war er Abgeordneter im Stadtrat von St. Petersburg.
Am 23. November 2007 wurde Andruschtschenko unter dem Vorwurf der "Behinderung von Gerichtsverfahren" verhaftet. Er wurde mehrere Monate bei Minustemperaturen und ohne medizinische Hilfe in einem Untersuchungsgefängnis festgehalten. Als Protestzeichen gegen die Folterungen und Misshandlungen im Gefängnis gab Andruschtschenko im Februar 2008 die russische Staatsbürgerschaft auf.

## Tod
Nikolai Andruschtschenko war am 9. März 2017 auf dem Weg zu einem Geschäftstreffen, als ihn Unbekannte in der Nähe seines Hauses verprügelten. Andruschtschenko wurde in das Mariinsky-Krankenhaus gebracht, wo Ärzte ein Schädel-Hirn-Trauma feststellten. Man versuchte sein Leben durch eine Notoperation zu retten, musste ihn aber in ein künstliches Koma versetzen. Andruschtschenko starb am 19. April 2017.
Denis Usov, Herausgeber des Novy Peterburg, glaubte, dass der Angriff mit Andruschtschenkos Artikeln über die Korruption in St. Petersburg in Verbindung stand. Der Angriff wurde von der 78. Polizeidienststelle des Zentralbezirks von St. Petersburg untersucht, aber laut Alevtina Ageyeva, der Direktorin von Novy Peterburg, „wird die Polizei wahrscheinlich nicht viel Mühe in die Ermittlungen stecken, da Andruschtschenko viel über die Willkür in der Polizei geschrieben hat und er wegen seiner Unnachgiebigkeit nicht gemocht wurde“. Die Angreifer sind unbekannt.